# Ruisseau Head
Le ruisseau Head (anglais : Head Brook) constitue le cours supérieur de la rivière Kogaluk (anglais : Kogaluk River), un fleuve de 52 km de long situé à l'est de la péninsule du Québec-Labrador, au Labrador dans la province canadienne de Terre-Neuve-et-Labrador.
La longueur du ruisseau Head est d'environ 68 km depuis l'exutoire du dernier grand lac du plateau jusqu'à l'embouchure dans le lac Cabot et atteint environ 102 km depuis la source la plus lointaine (56° 04′ 02″ N, 64° 01′ 36″ O) en amont des lacs.
L'ensemble fluvial de la rivière Kogaluk est un des plus longs du nord de la sous-province du Labrador.
La longueur totale est d'environ 170 km en incluant le ruisseau Head et atteint environ 235 km depuis la source la plus lointaine (56° 45′ 56″ N, 64° 05′ 14″ O) de l'affluent nord long d'environ 115 km.

## Toponymie
Le nom Head Brook en anglais signifie « ruisseau de tête », le cours d'eau constituant la branche mère drainant la tête du bassin versant de la rivière Kogaluk en amont du lac Cabot.
Le cours de la rivière en amont du lac Cabot faisait autrefois partie de la rivière Kogaluk. Aujourd'hui, le cours supérieur correspond au ruisseau Head et constitue la quasi intégralité des apports du lac Cabot.

## Description
La source la plus lointaine du ruisseau Head se trouve dans un petit étang à la frontière avec le Québec à 540 mètres d'altitude. La partie supérieure n'est qu'un ruisseau rejoignant un lac à 470 mètres d'altitude (56° 05′ 34″ N, 64° 00′ 16″ O). Le cours d'eau chemine sur le plateau nu du bouclier canadien à travers plusieurs lacs et un esker.
Le dernier grand lac du plateau recueille également les eaux du plateau lacustre au sud (56° 07′ 39″ N, 63° 42′ 00″ O).
Le ruisseau Head débute officiellement comme émissaire du lac du plateau à son extrémité est (56° 08′ 33″ N, 63° 41′ 00″ O) à 440 mètres d'altitude.
La modeste rivière traverse d'abord plusieurs petits lacs avec une très faible déclivité, avant de s'engager à 430 mètres d'altitude dans une série de hautes cascades (56° 08′ 51″ N, 63° 39′ 23″ O) et d'atteindre un lac à environ 370 mètres d'altitude au fond d'une profonde vallée (56° 09′ 09″ N, 63° 38′ 45″ O). Le cours d'eau va suivre une direction vers l'est quasiment jusqu'à l'embouchure au creux d'une vallée glaciaire relativement rectiligne. La rivière a alors une largeur d'une vingtaine de mètres et coule sur un substrat de gravats et rochers.
Après environ 52 km de gorges étroites où les boisements apparaissent progressivement, le ruisseau Head reçoit en rive gauche un affluent nord non nommé venu du plateau (56° 09′ 48″ N, 63° 28′ 16″ O) et se jetant dans la vallée par une spectaculaire cascade haute de 15,3 m (56° 10′ 06″ N, 63° 28′ 08″ O). Cet affluent nord, long d'environ 115 km depuis la source la plus lointaine (56° 45′ 56″ N, 64° 05′ 14″ O), draine le plateau le long de la frontière avec le Québec avec au nord un très long esker et une multitude de lacs. L'affluent nord draine un bassin versant plus vaste avec un débit supérieur et constitue la véritable branche mère du ruisseau Head.
Le ruisseau Head devient une véritable rivière au milieu de gorges plus larges et de plus en plus boisées.
Après environ 12 km, des bancs de sable et des méandres apparaissent et vont marquer le reste du parcours de la rivière avec une vallée boisée en auge entourée de collines nues qui s'élargit progressivement. 
La rivière comporte des sections calmes dans un lit étroit avec la présence de bancs de sable et de gravier résultant de l'intense érosion fluvioglaciaire, entrecoupées de rapides.
La rivière atteint une largeur d'une quarantaine de mètres. En raison du fait que la rivière principale est bordée de hautes collines, de nombreux affluents sont obstrués par d'importantes chutes d'eau.
Environ 36 km en aval, le ruisseau Head reçoit en rive droite la rivière Mistastin (anglais : Mistastin River) venue du sud-ouest. La rivière Mistastin longue d'environ 40 km est aussi abondante que le ruisseau Head. Elle constitue l'émissaire (55° 56′ 39″ N, 63° 05′ 56″ O) du vaste lac Mistastin de 15 620 hectares situé à 338 mètres d'altitude et drainant un vaste bassin versant avec plusieurs rivières.
Le ruisseau Head devient une rivière relativement large avec un cours lent marqué par de nombreux bancs de sable et gravier, méandres et bras-morts. Après un peu plus de 8 km, le ruisseau Head se jette à l'extrémité ouest du lac Cabot par une embouchure sablonneuse à environ 55 mètres d'altitude.
La vallée inférieure du ruisseau Head est parallèle sur environ 20 km à celle du ruisseau Konrad (anglais : Konrad Brook) qui draine un long et étroit bassin de 569 km2.

## Cascades
Le cours du ruisseau Head est entrecoupé par plusieurs cascades.
À 6,4 km en amont de l'embouchure de la rivière Kogaluk (56° 09′ 28″ N, 61° 46′ 13″ O) se trouve une cascade de 9,2 m de haut qui forme un obstacle insurmontable pour les poissons migrateurs remontant de la mer dans le système fluvial de la rivière Kogaluk. Seul le ruisseau Side est accessible aux poissons migrateurs, la confluence avec la rivière Kogaluk se trouvant en aval de la cascade.
Une chute de 12,2 m sur la partie supérieure du ruisseau Head constituent également un obstacle complet à la migration des poissons (56° 09′ 08″ N, 63° 38′ 48″ O).

## Hydrologie
Le débit et l'étendue du bassin versant du ruisseau Head ne sont pas reportés.
Le débit moyen de la rivière Kogaluk à 9 km en amont de l'embouchure est de 98,6 m3/s pour un bassin versant de 5 140 km2.
Cette mesure est prise juste en amont de la cascade (56° 09′ 25″ N, 61° 46′ 33″ O) et ne prend pas en compte le ruisseau Side situé en aval. En considérant l'étroit bassin d'environ 400 km2 et les modestes affluents situés entre l'amont du lac Cabot et la station de mesure, on obtient un débit approximatif de 90 m3/s avec un bassin versant de 4 740 km2 pour le ruisseau Head à son embouchure.
Le débit moyen de la rivière Mistastin juste en aval du lac Mistastin (55° 56′ 34″ N, 63° 05′ 37″ O) est de 30,9 m3/s pour un bassin versant de 1 350 km2.
Cette mesure ne prend pas en compte les affluents de la rivière Mistastin situés en aval. En considérant un bassin versant d'environ 2 000 km2, le débit de la rivière Mistastin est d'environ 45 m3/s à la confluence avec le ruisseau Head. Le débit des deux cours d'eau serait équivalent avec un bassin versant plus large pour le ruisseau Head du fait de l'affluent nord.
La surface de l'eau de la rivière gèle en hiver. Les débits mensuels les plus élevés se produisent généralement pendant la fonte des neiges à la fin du printemps.

## Faune piscicole
Le système hydrographique du ruisseau Head abrite différentes espèces de poissons. L'omble chevalier, le touladi et le ménomini rond se retrouve dans le système fluvial en amont de la cascade de la rivière Kogaluk.

## Flore
Les forêts de résineux couvrent la vallée inférieure du ruisseau Head. Les lichens fournissent l'essentiel de la flore des collines.

## Activités humaines
Le ruisseau Head se trouve dans le nord du Labrador, une zone isolée totalement inhabitée appartenant au Nitassinan, terre ancestrale des Innus.
La côte fait partie du Nunatsiavut, territoire autonome géré par les Inuits.
La zone située entre la rivière Kogaluk et le lac Mistastin est utilisée pour la chasse au caribou des bois à l'automne ; pendant l'hiver, les chasseurs traversent le plateau à l'ouest d'Utshimassits et se déplacent vers le nord-ouest vers le ruisseau Anaktalik (anglais : Anaktalik Brook), la rivière Fraser (anglais : Fraser River) et parfois plus au nord. Diverses autres espèces, comme le lagopède alpin, le lièvre, le porc-épic et l'ours noir, peuvent être capturées au cours de ces activités.
La rivière peut être descendue en canoë, avec la présence de plusieurs portages.